# Lars Bohinen
Lars Roar Bohinen (Vadsø, 8 dicembre 1969) è un allenatore di calcio, dirigente sportivo ed ex calciatore norvegese, di ruolo centrocampista, tecnico del Jerv.

## Biografia
Anche il figlio Emil è un calciatore professionista. È inoltre il cugino di Sigurd Rushfeldt.

## Caratteristiche tecniche
Bohinen era un centrocampista tecnicamente valido, bravo nel dribbling e in grado di trovare spesso la via del gol.

## Carriera

### Giocatore

#### Club

##### Langnes, Bærum e Lyn Oslo
Bohinen cominciò la carriera con la casacca del Langnes, per poi passare al Bærum. Con questa maglia, ebbe modo di debuttare nella 2. divisjon, giocando 2 partite nel campionato 1986, culminato con la retrocessione della sua squadra. Nel 1987, fu ingaggiato dal Lyn Oslo: esordì il 20 maggio, nella vittoria per 1-2 sul campo dello Hødd. Trovò la prima rete nella sfida di ritorno contro lo stesso Hødd, vinta per 2-1.

##### Vålerengen e Viking
Nel 1988, fu ingaggiato dal Vålerengen, formazione militante nell'Eliteserien. Bohinen poté così esordire nella massima divisione norvegese, schierato titolare nella vittoria per 1-2 contro il Brann, sfida datata 1º maggio 1988: nello stesso incontro, realizzò una rete. Restò al Vålerengen per due stagioni, totalizzando – nel solo campionato – 33 presenze e 5 reti.
Nel 1990, fu messo sotto contratto dal Viking. Debuttò in squadra il 29 aprile, schierato dall'inizio della partita persa per 1-0 in casa del Kongsvinger. Rimase in forza al Viking per pochi mesi, venendo infatti ceduto in estate. In questo lasso di tempo, comunque, totalizzò 10 presenze in campionato, a cui se ne devono aggiungere altre 2 nella Coppa di Norvegia 1990.

##### Young Boys e Lillestrøm
Bohinen fu poi acquistato dagli svizzeri dello Young Boys. Il giocatore rimase in forza al club per circa due anni e mezzo, in cui giocò 58 incontri e mise a referto 6 reti in campionato. Nel 1993, passò in prestito al Lillestrøm. Disputò il primo incontro il 2 maggio, in occasione della sconfitta per 1-0 in casa del Viking. Realizzò il primo gol alla seconda giornata di campionato, nella vittoria per 2-0 sul Lyn Oslo.

##### Nottingham Forest
A novembre 1993, fu ingaggiato dagli inglesi del Nottingham Forest, che per il suo cartellino versarono nelle casse dello Young Boys la cifra di 450.000 sterline. Contribuì così alla promozione dello stesso anno, con il Nottingham che chiuse la First Division 1993-1994 al 2º posto e tornò così in Premier League.
Esordì nella massima divisione inglese in data 20 agosto 1994: subentrò a Steve Stone nella vittoria per 0-1 sul campo dell'Ipswich Town. Siglò la prima rete il successivo 10 settembre, nella vittoria per 4-1 sullo Sheffield Wednesday. Rimase al Forest fino all'ottobre del 1995.

##### Blackburn e Derby County
Il 14 ottobre 1995, infatti, Bohinen fu ingaggiato dal Blackburn, che per lui pagò la cifra di 700.000 sterline. Il norvegese si legò al nuovo club con un contratto triennale. Lo stesso 14 ottobre, effettuò il proprio debutto in squadra: fu titolare nel successo per 2-1 sul Southampton, partita in cui trovò la rete del momentaneo 1-0. Restò in forza al Blackburn fino al marzo 1998.
Bohinen si legò allora al Derby County. Esordì il 28 marzo, schierato titolare nella sconfitta per 1-0 contro il Coventry City. Il suo primo gol arrivò il 18 marzo, nella sconfitta per 3-1 contro il Crystal Palace. Durante l'esperienza con i Rams, giocò 56 incontri di campionato, mettendo a referto una sola marcatura.

##### La parte finale della carriera
A gennaio 2001, Bohinen passò ai danesi del Lyngby. Disputò il primo incontro nella Superligaen in data 11 marzo, nella vittoria per 1-3 sul Sønderjylland. Nel mese di dicembre, la squadra dichiarò bancarotta e i giocatori si svincolarono. Bohinen passò così al Farum, dove chiuse la stagione.
A giugno 2003, fece ritorno al Vålerenga. Tornò a calcare i campi del calcio norvegese a partire dal 16 giugno, subentrando a Stian Ohr nei minuti finali della sfida vinta per 3-0 sul Bryne. A fine stagione, il Vålerenga raggiunse la salvezza nelle qualificazioni all'Eliteserien. Bohinen concluse così la sua carriera professionistica.

#### Nazionale
Bohinen giocò 7 partite per la Norvegia under 21, mettendo a segno una rete. Esordì il 2 maggio 1989, impiegato come titolare nella sconfitta per 1-2 contro la Polonia under 21. L'unico gol arrivò il 30 maggio, dello stesso anno, sancendo il successo per 1-0 sull'Austria under 21.
Giocò poi 49 partite per la Nazionale maggiore, con 10 reti all'attivo. Debuttò il 25 ottobre 1989, subentrando a Mini Jakobsen nel pareggio per 2-2 contro il Kuwait. Nel 1995, balzò agli onori delle cronache quando scelse di non giocare per la Norvegia nella sfida amichevole contro la Francia, protestando contro i test nucleari eseguiti nel Pacifico dai transalpini.

### Dopo il ritiro
Terminata l'attività agonistica, fu direttore sportivo dello Stabæk, carica ricoperta dal 2007 al 2009. Fu anche commentatore per TV2. Nel 2011, partecipò a Skal vi danse, versione norvegese di Ballando con le stelle, giungendo al 3º posto finale.

### Allenatore
Il 1º novembre 2012, fu nominato nuovo allenatore dell'Asker, a partire dal 1º gennaio successivo. L'Asker chiuse il campionato 2013 al 2º posto, mancando così la promozione. Il 28 ottobre 2013, fu presentato come nuovo allenatore del Sandefjord: firmò un contratto triennale, valido a partire dal 1º gennaio 2014. Il 29 ottobre 2015 rinnovò il contratto con il club per altri tre anni.
Il 20 dicembre 2017 ha lasciato la panchina del Sandefjord per diventare allenatore dell'Aalesund, dal 1º gennaio 2018. Il 23 agosto 2020 è stato esonerato dalla guida dell'Aalesund.
Il 25 ottobre 2023 è stato chiamato alla guida del Jerv, con un contratto valido fino al termine della stagione. Non è riuscito a salvare la squadra dalla retrocessione in 2. divisjon, arrivata al termine della stessa annata. Malgrado questo risultato, il 20 dicembre 2023 ha rinnovato il contratto che lo legava al Jerv per altre due stagioni.

## Statistiche

### Presenze e reti nei club
Statistiche aggiornate al 29 ottobre 2013.
| Stagione                 | Club                     | Campionato               | Campionato | Campionato | Coppe nazionali | Coppe nazionali | Coppe nazionali | Coppe continentali | Coppe continentali | Coppe continentali | Supercoppe | Supercoppe | Supercoppe | Totale | Totale |
| Stagione                 | Club                     | Comp                     | Pres       | Reti       | Comp            | Pres            | Reti            | Comp               | Pres               | Reti               | Comp       | Pres       | Reti       | Pres   | Reti   |
| ------------------------ | ------------------------ | ------------------------ | ---------- | ---------- | --------------- | --------------- | --------------- | ------------------ | ------------------ | ------------------ | ---------- | ---------- | ---------- | ------ | ------ |
| 1985                     | Langnes                  | 4D                       | ?          | ?          | CN              | ?               | ?               | -                  | -                  | -                  | -          | -          | -          | ?      | ?      |
| 1986                     | Bærum                    | 2D                       | 2          | 0          | CN              | ?               | ?               | -                  | -                  | -                  | -          | -          | -          | ?      | ?      |
| 1987                     | Lyn Oslo                 | 2D                       | 12         | 3          | CN              | 0               | 0               | -                  | -                  | -                  | -          | -          | -          | 12     | 3      |
| 1988                     | Vålerengen               | 1D                       | 15         | 2          | CN              | ?               | ?               | -                  | -                  | -                  | -          | -          | -          | ?      | ?      |
| 1989                     | Vålerengen               | 1D                       | 18         | 3          | CN              | ?               | ?               | -                  | -                  | -                  | -          | -          | -          | ?      | ?      |
| gen.-ago. 1990           | Viking                   | 1D                       | 10         | 0          | CN              | 2               | 0               | -                  | -                  | -                  | -          | -          | -          | 12     | 0      |
| 1990-1991                | Young Boys               | LNA                      | 22         | 4          | CS              | ?               | ?               | -                  | -                  | -                  | -          | -          | -          | ?      | ?      |
| 1991-1992                | Young Boys               | LNA                      | 34         | 2          | CS              | ?               | ?               | -                  | -                  | -                  | -          | -          | -          | ?      | ?      |
| 1992-gen. 1993           | Young Boys               | LNA                      | 2          | 0          | CS              | ?               | ?               | -                  | -                  | -                  | -          | -          | -          | ?      | ?      |
| Totale Young Boys        | Totale Young Boys        | Totale Young Boys        | 58         | 6          |                 | ?               | ?               |                    | -                  | -                  |            | -          | -          | ?      | ?      |
| 1993                     | Lillestrøm               | ES                       | 19         | 1          | CN              | ?               | ?               | -                  | -                  | -                  | -          | -          | -          | ?      | ?      |
| nov. 1993-1994           | Nottingham Forest        | 1D                       | 23         | 1          | FACup+CdL       | ?               | ?               | -                  | -                  | -                  | -          | -          | -          | ?      | ?      |
| 1994-1995                | Nottingham Forest        | PL                       | 34         | 6          | FACup+CdL       | ?               | ?               | -                  | -                  | -                  | -          | -          | -          | ?      | ?      |
| ago.-ott. 1995           | Nottingham Forest        | PL                       | 7          | 0          | FACup+CdL       | ?               | ?               | -                  | -                  | -                  | -          | -          | -          | ?      | ?      |
| Totale Nottingham Forest | Totale Nottingham Forest | Totale Nottingham Forest | 64         | 7          |                 | ?               | ?               |                    | -                  | -                  |            | -          | -          | ?      | ?      |
| ott. 1995-1996           | Blackburn                | PL                       | 19         | 4          | FACup+CdL       | ?               | ?               | -                  | -                  | -                  | -          | -          | -          | ?      | ?      |
| 1996-1997                | Blackburn                | PL                       | 23         | 2          | FACup+CdL       | ?               | ?               | -                  | -                  | -                  | -          | -          | -          | ?      | ?      |
| 1997-mar. 1998           | Blackburn                | PL                       | 16         | 1          | FACup+CdL       | ?               | ?               | -                  | -                  | -                  | -          | -          | -          | ?      | ?      |
| Totale Blackburn         | Totale Blackburn         | Totale Blackburn         | 58         | 7          |                 | ?               | ?               |                    | -                  | -                  |            | -          | -          | ?      | ?      |
| mar.-giu. 1998           | Derby County             | PL                       | 9          | 1          | FACup+CdL       | ?               | ?               | -                  | -                  | -                  | -          | -          | -          | ?      | ?      |
| 1998-1999                | Derby County             | PL                       | 32         | 0          | FACup+CdL       | ?               | ?               | -                  | -                  | -                  | -          | -          | -          | ?      | ?      |
| 1999-2000                | Derby County             | PL                       | 13         | 0          | FACup+CdL       | ?               | ?               | -                  | -                  | -                  | -          | -          | -          | ?      | ?      |
| 2000-gen. 2001           | Derby County             | PL                       | 2          | 0          | FACup+CdL       | ?               | ?               | -                  | -                  | -                  | -          | -          | -          | ?      | ?      |
| Totale Derby County      | Totale Derby County      | Totale Derby County      | 56         | 1          |                 | ?               | ?               |                    | -                  | -                  |            | -          | -          | ?      | ?      |
| gen.-giu. 2001           | Lyngby                   | SL                       | 12         | 0          | CD              | ?               | ?               | -                  | -                  | -                  | -          | -          | -          | ?      | ?      |
| 2001-gen. 2002           | Lyngby                   | SL                       | 14         | 0          | CD              | ?               | ?               | -                  | -                  | -                  | -          | -          | -          | ?      | ?      |
| Totale Lyngby            | Totale Lyngby            | Totale Lyngby            | 26         | 0          |                 | ?               | ?               |                    | -                  | -                  |            | -          | -          | ?      | ?      |
| gen.-giu. 2002           | Farum                    | 1D                       | 2          | 0          | CD              | ?               | ?               | -                  | -                  | -                  | -          | -          | -          | ?      | ?      |
| giu.-dic. 2003           | Vålerenga                | ES                       | 6+1        | 1          | CN              | 3               | 0               | CU                 | 2                  | 0                  | -          | -          | -          | 12     | 1      |
| Totale Vålerenga         | Totale Vålerenga         | Totale Vålerenga         | 39+1       | 6          |                 | ?               | ?               |                    | -                  | -                  |            | -          | -          | ?      | ?      |
| Totale                   | Totale                   | Totale                   | ?          | ?          |                 | ?               | ?               |                    | -                  | -                  |            | -          | -          | ?      | ?      |

### Cronologia presenze e reti in nazionale
| Cronologia completa delle presenze e delle reti in nazionale ― Norvegia | Cronologia completa delle presenze e delle reti in nazionale ― Norvegia | Cronologia completa delle presenze e delle reti in nazionale ― Norvegia | Cronologia completa delle presenze e delle reti in nazionale ― Norvegia | Cronologia completa delle presenze e delle reti in nazionale ― Norvegia | Cronologia completa delle presenze e delle reti in nazionale ― Norvegia | Cronologia completa delle presenze e delle reti in nazionale ― Norvegia | Cronologia completa delle presenze e delle reti in nazionale ― Norvegia |
| Data                                                                    | Città                                                                   | In casa                                                                 | Risultato                                                               | Ospiti                                                                  | Competizione                                                            | Reti                                                                    | Note                                                                    |
| ----------------------------------------------------------------------- | ----------------------------------------------------------------------- | ----------------------------------------------------------------------- | ----------------------------------------------------------------------- | ----------------------------------------------------------------------- | ----------------------------------------------------------------------- | ----------------------------------------------------------------------- | ----------------------------------------------------------------------- |
| 25-10-1989                                                              | Hawalli                                                                 | Kuwait                                                                  | 2 – 2                                                                   | Norvegia                                                                | Amichevole                                                              | -                                                                       | 11’                                                                     |
| 15-11-1989                                                              | Glasgow                                                                 | Scozia                                                                  | 1 – 1                                                                   | Norvegia                                                                | Qual. Mondiali 1990                                                     | -                                                                       | 59’                                                                     |
| 4-2-1990                                                                | Ta' Qali                                                                | Corea del Sud                                                           | 2 – 3                                                                   | Norvegia                                                                | Amichevole                                                              | -                                                                       |                                                                         |
| 7-2-1990                                                                | Ta' Qali                                                                | Malta                                                                   | 1 – 1                                                                   | Norvegia                                                                | Amichevole                                                              | -                                                                       |                                                                         |
| 31-10-1990                                                              | Oslo                                                                    | Norvegia                                                                | 6 – 1                                                                   | Camerun                                                                 | Amichevole                                                              | 1                                                                       |                                                                         |
| 14-11-1990                                                              | Nicosia                                                                 | Cipro                                                                   | 0 – 3                                                                   | Norvegia                                                                | Qual. Euro 1992                                                         | 1                                                                       |                                                                         |
| 23-5-1991                                                               | Oslo                                                                    | Norvegia                                                                | 1 – 0                                                                   | Romania                                                                 | Amichevole                                                              | -                                                                       |                                                                         |
| 5-6-1991                                                                | Oslo                                                                    | Norvegia                                                                | 2 – 1                                                                   | Italia                                                                  | Qual. Euro 1992                                                         | 1                                                                       | 84’                                                                     |
| 8-8-1991                                                                | Oslo                                                                    | Norvegia                                                                | 1 – 2                                                                   | Svezia                                                                  | Amichevole                                                              | -                                                                       | 46’                                                                     |
| 25-9-1991                                                               | Oslo                                                                    | Norvegia                                                                | 2 – 3                                                                   | Cecoslovacchia                                                          | Qual. Euro 1992                                                         | -                                                                       | 46’                                                                     |
| 30-10-1991                                                              | Szombathely                                                             | Ungheria                                                                | 0 – 0                                                                   | Norvegia                                                                | Qual. Euro 1992                                                         | -                                                                       |                                                                         |
| 7-1-1992                                                                | Il Cairo                                                                | Egitto                                                                  | 0 – 0                                                                   | Norvegia                                                                | Amichevole                                                              | -                                                                       | 60’                                                                     |
| 29-4-1992                                                               | Aarhus                                                                  | Danimarca                                                               | 1 – 0                                                                   | Norvegia                                                                | Amichevole                                                              | -                                                                       | 65’                                                                     |
| 13-5-1992                                                               | Oslo                                                                    | Norvegia                                                                | 2 – 0                                                                   | Fær Øer                                                                 | Amichevole                                                              | 1                                                                       |                                                                         |
| 3-6-1992                                                                | Oslo                                                                    | Norvegia                                                                | 0 – 0                                                                   | Scozia                                                                  | Amichevole                                                              | -                                                                       | 76’                                                                     |
| 2-6-1993                                                                | Oslo                                                                    | Norvegia                                                                | 2 – 0                                                                   | Inghilterra                                                             | Qual. Mondiali 1994                                                     | 1                                                                       |                                                                         |
| 9-6-1993                                                                | Rotterdam                                                               | Paesi Bassi                                                             | 0 – 0                                                                   | Norvegia                                                                | Qual. Mondiali 1994                                                     | -                                                                       |                                                                         |
| 11-8-1993                                                               | Toftir                                                                  | Fær Øer                                                                 | 0 – 7                                                                   | Norvegia                                                                | Amichevole                                                              | 1                                                                       |                                                                         |
| 8-9-1993                                                                | Oslo                                                                    | Norvegia                                                                | 1 – 0                                                                   | Stati Uniti                                                             | Amichevole                                                              | -                                                                       |                                                                         |
| 22-9-1993                                                               | Oslo                                                                    | Norvegia                                                                | 1 – 0                                                                   | Polonia                                                                 | Qual. Mondiali 1994                                                     | -                                                                       |                                                                         |
| 13-10-1993                                                              | Poznań                                                                  | Polonia                                                                 | 0 – 3                                                                   | Norvegia                                                                | Qual. Mondiali 1994                                                     | -                                                                       | Ammonizione                                                             |
| 10-11-1993                                                              | Istanbul                                                                | Turchia                                                                 | 2 – 1                                                                   | Norvegia                                                                | Qual. Mondiali 1994                                                     | 1                                                                       |                                                                         |
| 15-1-1994                                                               | Phoenix                                                                 | Stati Uniti                                                             | 2 – 1                                                                   | Norvegia                                                                | Amichevole                                                              | -                                                                       | 67’                                                                     |
| 19-1-1994                                                               | San Diego                                                               | Norvegia                                                                | 0 – 0                                                                   | Costa Rica                                                              | Amichevole                                                              | -                                                                       |                                                                         |
| 9-3-1994                                                                | Cardiff                                                                 | Galles                                                                  | 1 – 3                                                                   | Norvegia                                                                | Amichevole                                                              | -                                                                       |                                                                         |
| 20-4-1994                                                               | Oslo                                                                    | Norvegia                                                                | 0 – 0                                                                   | Portogallo                                                              | Amichevole                                                              | -                                                                       | 46’                                                                     |
| 22-5-1994                                                               | Londra                                                                  | Inghilterra                                                             | 0 – 0                                                                   | Norvegia                                                                | Amichevole                                                              | -                                                                       |                                                                         |
| 1-6-1994                                                                | Oslo                                                                    | Norvegia                                                                | 2 – 1                                                                   | Danimarca                                                               | Amichevole                                                              | -                                                                       |                                                                         |
| 5-6-1994                                                                | Stoccolma                                                               | Svezia                                                                  | 2 – 0                                                                   | Norvegia                                                                | Amichevole                                                              | -                                                                       |                                                                         |
| 19-6-1994                                                               | Washington                                                              | Norvegia                                                                | 1 – 0                                                                   | Messico                                                                 | Mondiali 1994 - 1º turno                                                | -                                                                       |                                                                         |
| 23-6-1994                                                               | New York                                                                | Italia                                                                  | 1 – 0                                                                   | Norvegia                                                                | Mondiali 1994 - 1º turno                                                | -                                                                       |                                                                         |
| 28-6-1994                                                               | New York                                                                | Irlanda                                                                 | 0 – 0                                                                   | Norvegia                                                                | Mondiali 1994 - 1º turno                                                | -                                                                       | 64’                                                                     |
| 7-9-1994                                                                | Oslo                                                                    | Norvegia                                                                | 1 – 0                                                                   | Bielorussia                                                             | Qual. Euro 1996                                                         | -                                                                       | 46’                                                                     |
| 12-10-1994                                                              | Oslo                                                                    | Norvegia                                                                | 1 – 1                                                                   | Paesi Bassi                                                             | Qual. Euro 1996                                                         | -                                                                       |                                                                         |
| 16-11-1994                                                              | Minsk                                                                   | Bielorussia                                                             | 0 – 4                                                                   | Norvegia                                                                | Qual. Euro 1996                                                         | 1                                                                       |                                                                         |
| 14-12-1994                                                              | Ta' Qali                                                                | Malta                                                                   | 0 – 1                                                                   | Norvegia                                                                | Qual. Euro 1996                                                         | -                                                                       | 72’                                                                     |
| 6-2-1995                                                                | Larnaca                                                                 | Norvegia                                                                | 7 – 0                                                                   | Estonia                                                                 | Amichevole                                                              | 2                                                                       |                                                                         |
| 8-2-1995                                                                | Nicosia                                                                 | Cipro                                                                   | 0 – 2                                                                   | Norvegia                                                                | Amichevole                                                              | -                                                                       | 46’                                                                     |
| 29-3-1995                                                               | Lussemburgo                                                             | Lussemburgo                                                             | 0 – 2                                                                   | Norvegia                                                                | Qual. Euro 1996                                                         | -                                                                       |                                                                         |
| 26-4-1995                                                               | Oslo                                                                    | Norvegia                                                                | 5 – 0                                                                   | Lussemburgo                                                             | Qual. Euro 1996                                                         | -                                                                       | 35’                                                                     |
| 25-5-1995                                                               | Oslo                                                                    | Norvegia                                                                | 3 – 2                                                                   | Ghana                                                                   | Amichevole                                                              | -                                                                       | 74’                                                                     |
| 16-8-1995                                                               | Oslo                                                                    | Norvegia                                                                | 1 – 1                                                                   | Rep. Ceca                                                               | Qual. Euro 1996                                                         | -                                                                       |                                                                         |
| 6-9-1995                                                                | Praga                                                                   | Rep. Ceca                                                               | 2 – 0                                                                   | Norvegia                                                                | Qual. Euro 1996                                                         | -                                                                       | 74’                                                                     |
| 11-10-1995                                                              | Oslo                                                                    | Norvegia                                                                | 0 – 0                                                                   | Inghilterra                                                             | Amichevole                                                              | -                                                                       |                                                                         |
| 15-11-1995                                                              | Rotterdam                                                               | Paesi Bassi                                                             | 3 – 0                                                                   | Norvegia                                                                | Qual. Euro 1996                                                         | -                                                                       | 81’                                                                     |
| 7-2-1996                                                                | Las Palmas                                                              | Spagna                                                                  | 1 – 0                                                                   | Norvegia                                                                | Amichevole                                                              | -                                                                       | 18’                                                                     |
| 9-10-1996                                                               | Oslo                                                                    | Norvegia                                                                | 3 – 0                                                                   | Ungheria                                                                | Qual. Mondiali 1998                                                     | -                                                                       |                                                                         |
| 25-2-1998                                                               | Marsiglia                                                               | Francia                                                                 | 3 – 3                                                                   | Norvegia                                                                | Amichevole                                                              | -                                                                       | 45’ 79’                                                                 |
| 27-3-1999                                                               | Atene                                                                   | Grecia                                                                  | 0 – 2                                                                   | Norvegia                                                                | Qual. Euro 2000                                                         | -                                                                       | 60’                                                                     |
| Totale                                                                  |                                                                         | Presenze                                                                | 49                                                                      |                                                                         | Reti                                                                    | 10                                                                      |                                                                         |

## Palmarès

### Allenatore

#### Club

##### Competizioni nazionali
- 1. divisjon: 2

Sandefjord: 2014
Aalesund: 2019